# کاستلو کابیالیو
کاستلو کابیالیو (به ایتالیایی: Castello Cabiaglio) یک کومونه در ایتالیا است که در استان وارزه واقع شده‌است.

## خصوصیات
کاستلو کابیالیو ۷٫۱ کیلومترمربع مساحت و ۵۴۸ نفر جمعیت دارد.